# فروان
فروان روستایی است از توابع بخش کهن آباد شهرستان آرادان و در فاصله ۱۲ کیلومتری جنوب شرق شهر آرادان قرار دارد.مردم این روستا از قومیت طبری (مازندرانی) هستند و به گویش الیکایی که شاخه ای از زبان مازندرانی است سخن می‌گویند.

## موقعیت جغرافیایی
مختصات جغرافیایی فروان عبارت است از: ۵۲ درجه و ۳۲ دقیقه طول شرقی و ۳۵ درجه و ۱۲ دقیقه عرض شمالی.
ارتفاع روستا از سطح دریاهای آزاد ۸۳۹ متر است.

## تاریخچه
بیشتر ساکنین روستای فروان را طوایف مختلف ایل طبری‌تبار الیکایی  که پشت کوهی بودن  واز فرهنگ شهرنشینی فاصله داشتند تشکیل می‌دهند. الیکایی ها به دو شاخه زرمه و سنگل به کینگ تقسیم می‌شوند. شغل آن‌ها دامداری بود و به دلیل پراکنده بودن جمعیت در نقاط مختلف روستا و پیروی از شیوهٔ کوچروی، کدخدای روستای کهن آباد امور مربوط به مردم این منطقه را نیز سرپرستی می‌کرد و عنوان کدخدایی روستای فروان و کهن آباد و فروان را داشت. در آن زمان در مکان فعلی روستای فروان، کمتر از ۱۰خانوار سکونت داشتند که می‌توان آنان را بنیان‌گذاران اولیه روستا دانست.
در حدود سال ۱۳۱۵ تعداد ۸ باب ساختمان خشتی در قسمت شرقی روستا توسط دولت احداث و به منظور تشویق عشایر کوچنده ایل الیکایی به اسکان و توسعه کشاورزی به داوطلبانی از آن‌ها تحویل شد.
در اواسط دهه ۱۳۱۰ و در زمان ریاست موسیو گارو بر خالصجات خوار (گرمسار)، خیابان اصلی روستا احداث شد و با واگذاری زمین به مردم، به تدریج اهالی در این نقطه شروع به خانه سازی کرده و روستای کنونی فروان شکل گرفت؛ بنابراین روستا دارای بافت جدیدی است و قدمتی کمتر از یک قرن دارد.
اراضی زراعی وسیع و مناسب اطراف فروان، کدخدای غیر بومی و اهل کهن آباد را واداشت عده‌ای از روستاییان محل سکونت خود را تشویق به نقل مکان و اقامت در فروان نماید.
با توجه به موقعیت مناسب جغرافیایی روستای فروان، در مدت نسبتاً کوتاهی تعداد قابل توجهی از خانوارهای عشایر الیکایی که به‌طور پراکنده در حواشی مراتع کویری شرق روستا و در اوبه‌های قشلاقی سکونت داشتند، به فروان نقل مکان کردند و جمعیت روستا افزایش یافت به طوری که جمعیت آن در سال ۱۳۲۹ به ۵۹۶ نفر رسید.
در طول نیم قرن اخیر تمامی ساکنان مزارع تابعه و روستاهای کوچک اطراف، شامل کهن تل (گندل)، خلخالیه (خلخال آباد)، چشمه شتر و رمضان قره به فروان مهاجرت کرده و در این روستا ساکن شدند.
عمده‌ترین دلایل این مهاجرت را پیوندهای طایفه‌ای و ایلی، مجاورت زمین‌های کشاورزی مهاجرین با روستای فروان و بالا بودن سطح آب‌های زیر زمینی و غیر مسکونی شدن برخی از آن‌ها بوده‌است. امروز بیشتر جمعیت فروان را تیره‌های مختلف ایل الیکایی تشکیل می‌دهد که به گویش الیکایی تکلم می‌کنند.
علاوه بر الیکایی‌ها، طوایف و فامیل‌های ساکن در فروان عبارتند از:
- سادات طبایی که از زواره اردستان به ورامین و سپس از آنجا به روستای چهار قشلاق و بعد از مدتی به فروان آمدند
- عامری‌ها که در پشت راه‌آهن سکونت دارند که بنا به برخی نظرات دارای اصالت شیرازی هستند و عامری‌های زیر خط راه‌آهن که در زمان کدخدایی حاج صفر عامری به فروان نقل مکان کرده و ساکن شده‌اند.
- صبوری‌ها از روستای بیابانک سمنان به این روستا مهاجرت کرده‌اند.
- ایجی‌ها منسوب به روستای ایج از توابع بخش سرخه شهرستان سمنان هستند.

باصری‌ها، وابسته به ایل باصری یکی از پنج ایل خمسه فارس هستند که در اواخر حکومت قاجاریه (احمد شاه) و پس از درگیری‌های که بین آن‌ها پیش آمد به گرمسار تبعید شدند. تعدادی از باصری‌ها در گرمسار ساکن شده و پس از مدت کوتاهی گروهی از آنان به فارس و موطن اصلی خود بازگشتند و در سال ۱۳۳۳ به جز چند خانوار که در فروان سکونت یافتند( این چند خانوار از طایفه علیشاه قلی هستند که وطن اصلی انها منطقه پاسارگاد و مرودشت میباشد)، بقیه به روستاهای شهرستان ورامین مهاجرت کردند.

## ایلات و طوایف
ایل الیکایی
منشأ ایل الیکایی «الیکا» است که از منطقه‌ای به همین نام در چالوس به این منطقه آمده‌اند. این ایل شامل ۹ طایفه است که عبارتند از: گیلوری، قندالی، قاسمی، عاشوری، ابوالی (ابولی)، شاه حسینی، قنبری، گلینی، کاشانی.
در طول دو سده اخیر خانواده‌های ایل زاده از ایلات بختیاری، عرب میش مست و قشقایی به این ایل ملحق شده و به گویش الیکایی(شبیه به گویش ساروی) که گویشی از زبان مازندرانی است سخن می‌گویند و این طایفه فراوان نام دارند. الیکایی‌ها که عمدتاً در اوایل قرن حاضر در روستاهای دشت گرمسار اسکان یافته‌اند، بنیان روستاهای متعدد از جمله فروان، عدل آباد، نورالدین آباد، ده پیران، حاجی‌آباد، سهرابخانی، کهن تل (گندل)، رمضان قره، احمدآباد، غیاث آباد (نوده خالصه) را نهادند. بخشی از جمعیت الیکایی نیز شهرنشین شده و در شهرهای گرمسار و آرادان یا شهرهای خارج از شهرستان (تهران و ورامین) به سر می‌برند.
در حال حاضر مهم‌ترین گروه عشایری شهرستان گرمسار را الیکایی‌ها تشکیل می‌دهند، که براساس سرشماری اجتماعی، اقتصادی عشایر کوچنده (تیرماه ۱۳۷۷) ۲۷۵ خانوار با جمعیت ۱۲۵۵ نفر به زندگی نیمه کوچ نشینی می‌پردازند. ییلاق آن‌ها شامل ارتفاعات شمال گرمسار معروف به گیلور و مناطق ییلاقی فیروزکوه، دماوند و پلور در استان تهران و قشلاق آن‌ها حواشی کویر شرق و غرب گرمسار است
کتاب‌هایی برای شناخت بیشتر ایل الیکایی
- گویش الیکایی، علیرضا شاه حسینی، انتشارات بوستان اندیشه، سمنان، ۱۳۸۴
- ضرب‌المثلهای الیکایی، علیرضا شاه حسینی، با مقدمه استاد پناهی سمناهی، انتشارات نقش بیان، تهران، ۱۳۸۳
- کوچندگان سرزمین خورشید درخشان (درآمدی بر شناخت ایل الیکایی گرمسار)، علیرضا شاه حسینی، با مقدمه دکتر جواد صفی نژاد استاد دانشگاه تهران، انتشارات نقش بیان، تهران، ۱۳۸۲

- آواز نی تا آوای ایل: سیری در تاریخ و فرهنگ مردم روستای فروان. سمنان: حبله رود ۱۳۸۹.

## فروان در حال حاضر
فروان هم‌اکنون یکی از روستاهای  بخش کهن آباد و شهرستان آرادان است. این روستا پایگاه ایل الیکایی است و طوایف چندی از ایل مذکور دراین آبادی ساکنند. عمده ساکنین این روستا دامدار هستند .  اراضی فروان خالصه است. بعلاوه بهره برداران زمین‌های زراعی رمضان قره، چشمه شتر، خلخالیه و گروه‌های کشاورزی مشاع حاشیه کویر را از اهالی این روستا تشکیل می‌دهند. 

## تحولات جمعیتی
قدیمی‌ترین آمار موجود از جمعیت روستای فروان، مربوط به سال ۱۳۲۸ خوشیدی است. دراین سال روستای فروان ۵۹۶ نفر جمعیت داشته‌است. جمعیت فروان از زمان تشکیل تا سرشماری ۱۳۶۵ همواره افزایش داشته اما طی سرشماری ۱۳۷۵–۱۳۶۵ جمعیت آن۲۲۶ نفر کاهش داشته‌ وبه شهرستان گرمسار مهاجرت کردند.

## صنایع دستی

### جارو بافی
یکی ازصنایع دستی روستای فروان، جاروبافی است که در حال فراموشی است. درحاشیه مزارع روستای خلخالیه، نیزارهای وسیعی وجود دارد که کودکان و نوجوانان و در گذشته زنان و مردان گل‌های نی‌ها را چیده و بعد از بافت به بازار عرضه می‌کنند و به عنوان منبع درآمدی برای خصوصاً کودکان و نوچوانان (بعنوان کسانی که گل‌های نی را جمع‌آوری می‌کردند) و زنان روستا (بافنده جارو) می‌باشد. این نوع جارو به نرمه جارو معرف است.

### گلیم بافی
بافت گلیم و گلیمچه یکی دیگر از مهم‌ترین صنایع دستی روستای فروان می‌باشد. برای بافت گلیم از دارهای افقی و عمودی استفاده می‌شود. بافت گلیم نسبت به قالی به ابزار محدودتر و مواد اولیه کمتری نیاز دارد و بافت آن نسبت به قالی آسان تر است و به همین دلیل قیمت آن از قالی ارزان‌تر می‌باشد.

### قالی بافی
قالی یکی از مهم‌ترین صنایع دستی روستایی فروان است که معمولاً بر روی دارهای افقی بافته می‌شود. این دارها به صورت چهاچوبی به اندازه طول و عرض فرش مورد نظر بر روی زمین مستقر می‌شود.
نقش‌های مورد استفاده قالیبافان به علت ذهنی بودن طرح، متنوع است و از آنجایی که هر بافنده‌ای این مجال و امکان را دارد تا ذهنیات خود را تجلی بخشد، لذا این نقش‌ها بسیار زیاد و متنوع می‌باشد. نقوش حیوانات و گل و گیاه بیشترین فراوانی را در این فرشها دارد. مهم‌ترین نقوش قالی شامل بازبندی، گل مفرشی، کله تاج و تشتی است.